# Akeem Anifowoshe
Akeem Anifowoshe est un boxeur nigérian né le 11 septembre 1968 et mort le 1er décembre 1994.

## Biographie

### Carrière
Passé professionnel en 1987, il devient champion d'Amérique du Nord NABF dans la catégorie super mouches en 1990 et 1991 mais échoue pour le titre mondial IBF le 15 juin 1991 face à l'américain Robert Quiroga.

### Fin tragique
Anifowoshe s'effondre sur le ring peu après l'annonce du verdict. Opéré d'urgence au cerveau, il garde des séquelles de son combat contre Quiroga et ne sera plus autorisé à boxer aux États-Unis. Retourné au Nigeria, il meurt à 26 ans le 1er décembre 1994.

## Distinction
- Quiroga - Anifowoshe est élu combat de l’année en 1991 par Ring Magazine.

## Référence
1. ↑  (en) Robert Quiroga vs. Akeem Anifowoshe (boxrec.com)